# Axente Sever (gmina)
Axente Sever – gmina w Rumunii, w okręgu Sybin. Obejmuje miejscowości Agârbiciu, Axente Sever i Șoala. W 2011 roku liczyła 3690 mieszkańców.